# ساموئل اولیوی
ساموئل اولیوی (ایتالیایی: Samuele Olivi؛ زادهٔ ۱ اوت ۱۹۸۰) بازیکن فوتبال اهل ایتالیا است.

## باشگاهی
از باشگاه‌هایی که در آن بازی کرده‌است می‌توان به باشگاه فوتبال آسکولی، باشگاه فوتبال سالرنیتانا، باشگاه فوتبال پیاچنزا، باشگاه فوتبال ونتزیا، باشگاه فوتبال دلفینو پسکارا، و باشگاه فوتبال چزنا اشاره کرد.

## تیم ملی
وی همچنین در تیم ملی فوتبال زیر ۲۱ سال ایتالیا بازی کرده‌است.